# فرناند ليجراند
فرناند ليجراند (بالفرنسية: Fernand Legrand)‏ (و. 1898  م) هو رياضي، ومتزلج جماعي فرنسي، شارك في الألعاب الأولمبية الشتوية 1924.

## روابط خارجية
- فرناند ليجراند على موقع أوليمبيديا (الإنجليزية)